# Epinotia rubricana
Epinotia rubricana là một loài bướm đêm thuộc họ Tortricidae. Nó được tìm thấy ở châu Âu to miền đông Nga, Trung Quốc, Hàn Quốc và Nhật Bản.
Sải cánh dài 13–15 mm. Con trưởng thành bay từ tháng 5 đến tháng 7.
The larvae of Các đề cửsubspecies feed on Pinus sylvestris, Pinus pinea và also Abies species. Subspecies koraiensis can be found on Pinus koraiensis, Pinus densiflora, Pinus strobus và Pinus pumila.

## Phụ loài
- Epinotia rubiginosana rubiginosana (Europe)
- Epinotia rubiginosana koraiensis (eastern Asia)